# サーストン・ダート
ロバート・サーストン・ダート（Robert Thurston Dart, 1921年9月3日 - 1971年3月6日）は、イギリスのロンドンに生まれた音楽学者、鍵盤楽器奏者。

## 経歴
王立音楽大学で学んだ後、エクスター大学で数学で学位を取得。第二次世界大戦中の空軍勤務を経て、ブリュッセルでベルギーの音楽学者のシャルル・ヴァン・デン・ボーレンに師事。1947年からケンブリッジ大学で教え始め、教授になった。
音楽学者として著作「音楽の解釈」の他、音楽雑誌への執筆を盛んに行った。その後ケンブリッジを去って、ロンドン大学に音楽学部を創り、生涯教授を務めた。
彼は音楽学者として熱心に研究、大学での教育にあたったが、自ら音楽学研究の実践を重要視、チェンバロ、クラヴィコード、オルガンの演奏の他、フィロムジカ・オブ・ロンドンの芸術監督を務め、ジャコビアン・アンサンブル、ボイド・ニール・オーケストラ、アカデミー室内管弦楽団などと演奏。
ネヴィル・マリナーのアカデミー室内管弦楽団はダートが協力して1971年にJ.S.バッハのブランデンブルク協奏曲のオリジナル版を録音。マリナーとダートは共同作業にあたり、彼自身もチェンバロを担当したが、この録音の途中に倒れ死去した。
49歳で死去したダートだが、彼に教えを受けた、影響をうけた演奏家は多く、クリストファー・ホグウッド、デイヴィッド・マンロウ、ジョン・エリオット・ガーディナーなどが挙げられる。